# Non vivere bonum est, sed bene vivere
Non vivere bonum est, sed bene vivere (лат. изговор: нон вивере бонум ест, сед бене вивере). Није срећа живјети, него добро живјети. (Сенека)

## Поријекло изреке
Ову изреку је изрекао почетком нове ере познати римски књижевник и филозоф Сенека.

## Тумачење
Ова изрека је из контекста Сенекиног опуса и односи се на тему смрти као неизбјежној нужности. Када се човјек више не може да супротстави невољи и ћудима судбине, и преостане му  само гола егзистенција, да ли тада и престаје његов живот? Не смије се пристајати на “голо“ постојање - живјети у недостатку доказа да си жив!  Мора се више од постојања. Мора се добро живјети.